# كهنان كش بالا
كهنان كش بالا (بالفارسية: کهنان کش بالا) هي قرية تقع في قسم باهوكلات الريفي (مقاطعة تشابهار) في إيران. يقدر عدد سكانها بـ 195 نسمة بحسب إحصاء 2016.